# Ernst-Ludwig Schwandner
Ernst-Ludwig Schwandner (* 2. Juni 1938 in Berlin; † 11. August 2021 in Stahnsdorf) war ein deutscher Bauforscher.

## Leben
Ernst-Ludwig Schwandners Eltern waren der bayerische Stabsoffizier Eduard Schwandner (1908–1943) und Gudrun Schwandner, geb. von Priesdorff, Tochter des Kurt von Priesdorff. Er besuchte das Internat Birklehof in Hinterzarten bis zum Abitur 1958. Als Student lernte er in München die Schauspielerin Erika Wyneken kennen, die er 1963 heiratete und mit der er drei Kinder hat. In einer zweiten Ehe hat er zwei weitere Kinder. 
Schwandner studierte 1958 bis 1961 an der Technischen Universität Braunschweig im Vordiplomstudium Architektur und wechselte dann zum Hauptdiplomstudium an die Technische Universität München, wo er 1966 mit dem Diplom abschloss. Er war dort von 1967 bis 1973 wissenschaftlicher Assistent am Institut für Baugeschichte und wurde dort 1975 mit einer Arbeit zum Thema Der Ältere Tempel der Aphaia auf Aegina bei Gottfried Gruben promoviert. Schwandner war seit 1974 Mitarbeiter und Referent des 1973 gegründeten Architekturreferats des Deutschen Archäologischen Instituts (DAI) in Berlin, dessen Leiter er von 1994 bis zu seiner Pensionierung 2004 war. Seit 1999 war er Lehrbeauftragter und seit 2001 Honorarprofessor am Winckelmann-Institut der Humboldt-Universität zu Berlin. Forschungsschwerpunkt in Schwandners Arbeit war die Bauforschung zur antiken Architektur. Schwandner war ordentliches Mitglied des DAI.

## Schriften
- Der ältere Porostempel der Aphaia auf Aegina (= Denkmäler antiker Architektur. Bd. 16). de Gruyter, Berlin 1985, ISBN 3-11-010279-X.
- als Herausgeber: Säule und Gebälk. Zu Struktur und Wandlungsprozess griechisch-römischer Architektur (= Diskussionen zur archäologischen Bauforschung. Bd. 6). von Zabern, Mainz 1996, ISBN 3-8053-1770-0.
- als Herausgeber mit Klaus Rheidt: Stadt und Umland. Neue Ergebnisse der archäologischen Bau- und Siedlungsforschung (= Diskussionen zur archäologischen Bauforschung. Bd. 7). von Zabern, Mainz 1999 (Diskussionen zur archäologischen Bauforschung, Bd. 7) ISBN 3-8053-2520-7.
- mit Wolfram Hoepfner: Haus und Stadt im klassischen Griechenland (= Wohnen in der klassischen Polis. Bd. 1). Deutscher Kunstverlag, München 1986, ISBN 3-422-00788-1.